# Yelsk
Yelsk (bielorruso y ruso: Ельск) es una ciudad subdistrital de Bielorrusia, capital del distrito homónimo en la provincia de Gómel.
En 2022, la ciudad tenía una población de 8986 habitantes.
Se conoce la existencia de la localidad desde el siglo XVI, cuando era un pueblo en la República de las Dos Naciones. A finales del siglo XVIII, cambió su topónimo a "Karalín". En la partición de 1793 se integró en el Imperio ruso. Fue una pequeña localidad rural hasta 1873, cuando comenzó a desarrollarse como poblado ferroviario al abrirse una estación en la línea de Zhlobin a Óvruch. En 1924, la RSS de Bielorrusia estableció aquí la capital del distrito de Karalín. En 1931, tanto el pueblo como el distrito recuperaron su topónimo original "Yelsk". Adoptó el estatus de asentamiento de tipo urbano en 1938 y el de ciudad subdistrital en 1971. Desde 1986 se halla en una de las zonas más gravemente afectadas por el accidente de Chernóbil.
Se ubica sobre la carretera P31, a medio camino entre Mazyr y la frontera con Ucrania. Al oeste de la ciudad sale la carretera P148, que lleva a Lélchytsy a través de la carretera P36.